# Siirt (prowincja)
Prowincja Siirt (tur. Siirt Ili) – jednostka administracyjna w Turcji, położona w Regionie Anatolia Południowo Wschodnia (tur. Güneydoğu Anadolu Bölgesi).

## Dystrykty

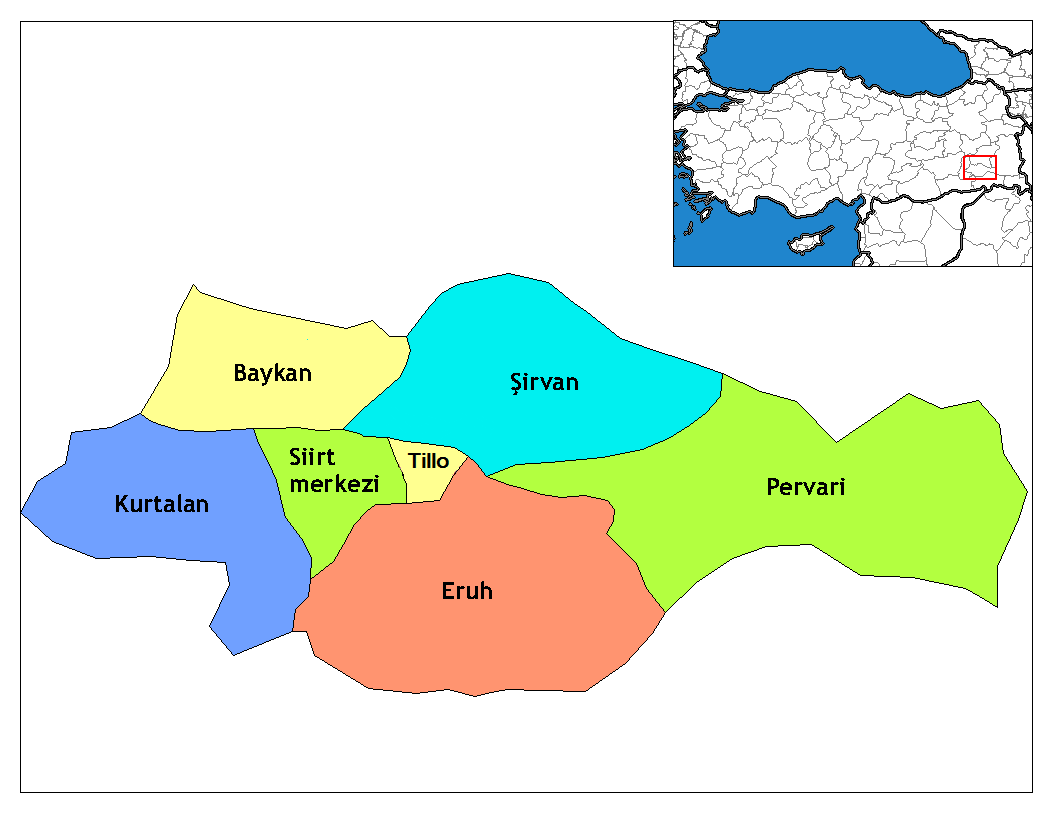
Dystrykty w prowincji Siirt

Prowincja Siirt dzieli się na siedem dystryktów:
- Aydınlar
- Baykan
- Eruh
- Kurtalan
- Pervari
- Siirt
- Şirvan